# Gerhard Jelinek

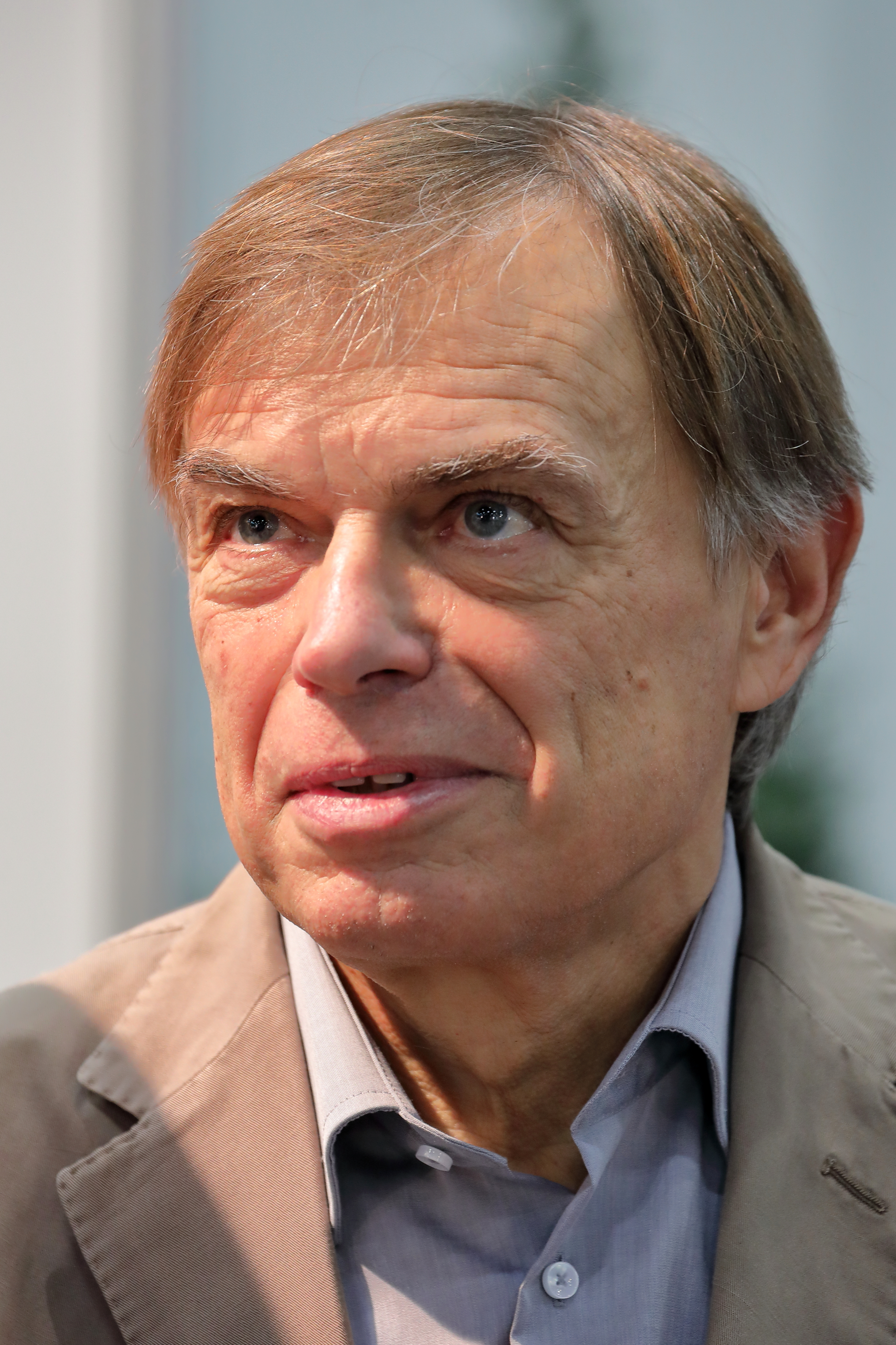
Gerhard Jelinek (2018)

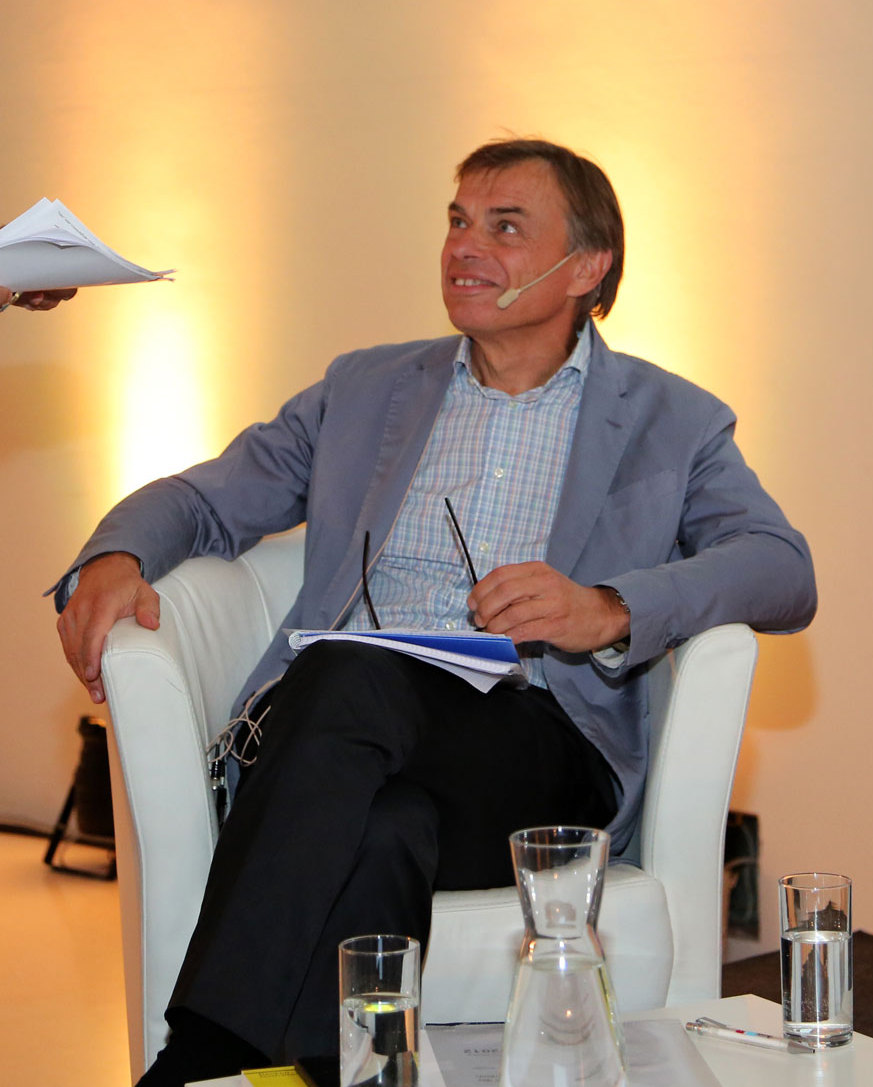
Gerhard Jelinek (2014)

Gerhard Jelinek (* 13. Oktober 1954 in Wien) ist ein österreichischer Journalist, Fernsehmoderator und Buchautor.

## Leben
Nach dem Besuch des Piaristengymnasiums absolvierte er ein Studium der Rechtswissenschaften an der Universität Wien und studierte nebenbei einige Semester Publizistik.

### Journalistischer Werdegang
Nach der Studienzeit begann Jelinek seine journalistische Tätigkeit bei Radio Adria und den Zeitungen Die Presse sowie Wochenpresse. 1989 wechselte er in das Redaktionsteam des ORF-Formates Inlandsreport, später wurde er auch Sendungsverantwortlicher des Report International und leitete ab 2005 die Sendungen Report, Offen gesagt und Pressestunde.
Nachdem 2008 ein E-Mail aus dem Jahre 2002 an den damaligen ÖVP-Innenminister Ernst Strasser an die Öffentlichkeit gelangt war, in dem Jelinek Jobwünsche für leitende ORF-Positionen wie den Chefredakteur geäußert hatte („Sollte der Chefredakteur nicht schon fix vergeben sein, [sei diese Stelle] natürlich die politisch interessanteste Position“), musste er die Posten des Report-Chefs räumen. Anschließend war er als Leiter der TV-Abteilung Wissenschaft und Doku vorgesehen, wurde jedoch bei einer Abstimmung der Redakteursversammlung abgelehnt.
Aus einer Chatnachricht von Norbert Steger vom Mai 2019 über eine Vereinbarung mit der ÖVP und mit Alexander Wrabetz ging hervor, dass Jelinek als Chefredakteur von ORF On eingesetzt werden sollte.
Bis 2019 leitete Jelinek die ORF-Abteilung „Dokumentation und Zeitgeschichte“ (wo er auch TV-Dokumentationen gestaltet), das Wissensmagazin Newton und die Gesprächssendung Stöckl.
Am 1. Mai 2021 übernahm Jelinek die Leitung der Talksendungen bei ServusTV. Im Dezember 2021 wurde er durch Alexander Möhnle ersetzt.

### Politische Tätigkeit
Neben seinem journalistischen Wirken war er in den 1980er Jahren Chefredakteur des ÖVP-Pressedienstes sowie Sekretär und Pressesprecher des damaligen ÖVP-Generalsekretärs Michael Graff in dessen Büro in der Parteizentrale.

### Privates
Jelinek ist mit Martina Salomon, der Herausgeberin der Tageszeitung Kurier, verheiratet.

## Auszeichnungen
- Leopold-Kunschak-Preis[4]
- 2018: Kardinal-Innitzer-Preis

## Publikationen
- Nachrichten aus dem 4. Reich. Ecowin, Salzburg 2008.
- Reden, die die Welt veränderten. Ecowin, Salzburg 2009.
- Affären, die die Welt bewegten: Ein Seitensprung durch die Geschichte. Ecowin, Salzburg 2011.
- mit Birgit Mosser-Schuöcker: Herz Jesu Feuernacht. Tyrolia, Innsbruck 2011.
- Schöne Tage 1914: Vom Neujahrstag bis zum Ausbruch des Ersten Weltkrieges. Amalthea, Wien 2013.
- mit Birgit Mosser-Schuöcker: Die letzten Zeugen. Amalthea, Wien 2014.
- mit Birgit Mosser-Schuöcker: Generation Österreich. Edition a, Wien 2012.
- Sternstunden Österreichs. Amalthea, Wien 2015.
- Es gab nie einen schöneren März. 1938, 30 Tage bis zum Untergang. Amalthea, Wien 2017.
- mit Birgit Mosser-Schuöcker: Die Trapp-Familie. Die wahre Geschichte hinter dem Welterfolg. Molden, Wien u. a. 2018, ISBN 978-3-222-15026-5.
- Mutiger, klüger, verrückter: Frauen, die Geschichte machten. Amalthea Signum, Wien 2020, ISBN 978-3-99050-183-2.
- Eine Frage der Herkunft. Familien, die Geschichte machten. Amalthea Signum, Wien 2022, ISBN 978-3-99050-230-3.
- 1924. Schneller, frecher, wilder. Der Beginn der fabelhaften Zwanziger. Amalthea Signum, Wien 2023, ISBN 978-3-99050-253-2.